# Lijst van medaillewinnaars op de Olympische Winterspelen 2022
Deze pagina geeft een totaal overzicht van de medaillewinnaars op de Olympische Winterspelen 2022 in Peking, China. Hierbij is de indeling alfabetisch gerangschikt op basis van de zeven olympische sporten en binnen de sporten op discipline.

## Biatlon
Mannen
| Onderdeel             | Goud | Goud                                                                          | Zilver | Zilver                                                                 | Brons | Brons                                                                     |
| --------------------- | ---- | ----------------------------------------------------------------------------- | ------ | ---------------------------------------------------------------------- | ----- | ------------------------------------------------------------------------- |
| 10 km sprint          | NOR  | Johannes Thingnes Bø                                                          | FRA    | Quentin Fillon Maillet                                                 | NOR   | Tarjei Bø                                                                 |
| 12,5 km achtervolging | FRA  | Quentin Fillon Maillet                                                        | NOR    | Tarjei Bø                                                              | ROC   | Edoeard Latypov                                                           |
| 15 km massastart      | NOR  | Johannes Thingnes Bø                                                          | SWE    | Martin Ponsiluoma                                                      | NOR   | Vetle Sjåstad Christiansen                                                |
| 20 km individueel     | FRA  | Quentin Fillon Maillet                                                        | BLR    | Anton Smolski                                                          | NOR   | Johannes Thingnes Bø                                                      |
| 4× 7,5 km estafette   | NOR  | Sturla Holm Lægreid Tarjei Bø Johannes Thingnes Bø Vetle Sjåstad Christiansen | FRA    | Fabien Claude Émilien Jacquelin Simon Desthieux Quentin Fillon Maillet | ROC   | Said Karimoella Chalili Aleksandr Loginov Maksim Tsvetkov Edoeard Latypov |

Vrouwen
| Onderdeel           | Goud | Goud                                                | Zilver | Zilver                                                                      | Brons | Brons                                                      |
| ------------------- | ---- | --------------------------------------------------- | ------ | --------------------------------------------------------------------------- | ----- | ---------------------------------------------------------- |
| 7,5 km sprint       | NOR  | Marte Olsbu Røiseland                               | SWE    | Elvira Öberg                                                                | ITA   | Dorothea Wierer                                            |
| 10 km achtervolging | NOR  | Marte Olsbu Røiseland                               | SWE    | Elvira Öberg                                                                | NOR   | Tiril Eckhoff                                              |
| 12,5 km massastart  | FRA  | Justine Braisaz-Bouchet                             | NOR    | Tiril Eckhoff                                                               | NOR   | Marte Olsbu Røiseland                                      |
| 15 km individueel   | GER  | Denise Herrmann                                     | FRA    | Anaïs Chevalier-Bouchet                                                     | NOR   | Marte Olsbu Røiseland                                      |
| 4× 6 km estafette   | SWE  | Linn Persson Mona Brorsson Hanna Öberg Elvira Öberg | ROC    | Irina Kazakevitsj Kristina Reztsova Svetlana Mironova Oeljana Nigmatoellina | GER   | Vanessa Voigt Vanessa Hinz Franziska Preuß Denise Herrmann |

Gemengd landenteam
| Onderdeel | Goud | Goud                                                               | Zilver | Zilver                                                                       | Brons | Brons                                                                     |
| --------- | ---- | ------------------------------------------------------------------ | ------ | ---------------------------------------------------------------------------- | ----- | ------------------------------------------------------------------------- |
| Estafette | NOR  | Marte Olsbu Røiseland Tiril Eckhoff Tarjei Bø Johannes Thingnes Bø | FRA    | Anaïs Chevalier-Bouchet Julia Simon Émilien Jacquelin Quentin Fillon Maillet | ROC   | Oeljana Nigmatoellina Kristina Reztsova Aleksandr Loginov Edoeard Latypov |

## Curling
| Onderdeel     | Goud | Goud                                                                          | Zilver | Zilver                                                                      | Brons | Brons                                                                        |
| ------------- | ---- | ----------------------------------------------------------------------------- | ------ | --------------------------------------------------------------------------- | ----- | ---------------------------------------------------------------------------- |
| Mannen        | SWE  | Niklas Edin Oskar Eriksson Daniel Magnussen Christoffer Sundgren Rasmus Wranå | GBR    | Grant Hardie Bobby Lammie Hammy McMillan Bruce Mouat Ross Whyte             | CAN   | Brett Gallant Brad Gushue Marc Kennedy Mark Nichols Geoff Walker             |
|               |      |                                                                               |        |                                                                             |       |                                                                              |
| Vrouwen       | GBR  | Eve Muirhead Vicky Wright Jennifer Dodds Hailey Duff Mili Smith               | JPN    | Satsuki Fujisawa Chinami Yoshida Yumi Suzuki Yurika Yoshida Kotomi Ishizaki | SWE   | Anna Hasselborg Sara McManus Agnes Knochenhauer Sofia Mabergs Johanna Heldin |
|               |      |                                                                               |        |                                                                             |       |                                                                              |
| Gemengddubbel | ITA  | Stefania Constantini Amos Mosaner                                             | NOR    | Kristin Skaslien Magnus Nedregotten                                         | SWE   | Almida de Val Oskar Eriksson                                                 |

## IJshockey
| Onderdeel | Goud    | Goud    | Zilver           | Zilver           | Brons     | Brons     |
| --------- | ------- | ------- | ---------------- | ---------------- | --------- | --------- |
| Mannen    | Finland | Finland | Russische ploeg  | Russische ploeg  | Slowakije | Slowakije |
|           |         |         |                  |                  |           |           |
| Vrouwen   | Canada  | Canada  | Verenigde Staten | Verenigde Staten | Finland   | Finland   |

## Rodelen
| Onderdeel | Goud                                                                    | Goud                                                                    | Zilver                                                             | Zilver                                                             | Brons                                                             | Brons                                                             |
| --------- | ----------------------------------------------------------------------- | ----------------------------------------------------------------------- | ------------------------------------------------------------------ | ------------------------------------------------------------------ | ----------------------------------------------------------------- | ----------------------------------------------------------------- |
| Mannen    | GER                                                                     | Johannes Ludwig                                                         | AUT                                                                | Wolfgang Kindl                                                     | ITA                                                               | Dominik Fischnaller                                               |
| Vrouwen   | GER                                                                     | Natalie Geisenberger                                                    | GER                                                                | Anna Berreiter                                                     | ROC                                                               | Tatjana Ivanova                                                   |
| Dubbels   | GER                                                                     | Tobias Wendl Tobias Arlt                                                | GER                                                                | Toni Eggert Sascha Benecken                                        | AUT                                                               | Thomas Steu Lorenz Koller                                         |
| Estafette | Duitsland Natalie Geisenberger Johannes Ludwig Tobias Wendl Tobias Arlt | Duitsland Natalie Geisenberger Johannes Ludwig Tobias Wendl Tobias Arlt | Oostenrijk Madeleine Egle Wolfgang Kindl Thomas Steu Lorenz Koller | Oostenrijk Madeleine Egle Wolfgang Kindl Thomas Steu Lorenz Koller | Letland Elīza Tīruma Kristers Aparjods Mārtiņš Bots Roberts Plūme | Letland Elīza Tīruma Kristers Aparjods Mārtiņš Bots Roberts Plūme |

## Schaatssporten

### Kunstrijden
| Onderdeel  | Goud | Goud | Zilver | Zilver | Brons | Brons |
| ---------- | --- | --- | --- | --- | --- | --- |
| Mannen     | USA | Nathan Chen | JPN | Yuma Kagiyama | JPN | Shoma Uno |
| Vrouwen    | ROC | Anna Sjtsjerbakova | ROC | Aleksandra Troesova | JPN | Kaori Sakamoto |
| Paren      | CHN | Sui Wenjing Han Cong | ROC | Jevgenia Tarasova Vladimir Morozov | ROC | Anastasia Misjina Aleksandr Galljamov                                                                               |
| IJsdansen  | FRA | Gabriella Papadakis Guillaume Cizeron                                                                                       | ROC | Viktoria Sinitsina Nikita Katsalapov | USA | Madison Hubbell Zachary Donohue                                                                                     |
| Landenteam | Russische ploeg Mark Kondratjoek Kamila Valijeva Anastasia Misjina Aleksandr Galljamov Viktoria Sinitsina Nikita Katsalapov | Russische ploeg Mark Kondratjoek Kamila Valijeva Anastasia Misjina Aleksandr Galljamov Viktoria Sinitsina Nikita Katsalapov | Verenigde Staten Nathan Chen Vincent Zhou Karen Chen Alexa Knierim Brandon Frazier Madison Hubbell Zachary Donohue Madison Chock Evan Bates | Verenigde Staten Nathan Chen Vincent Zhou Karen Chen Alexa Knierim Brandon Frazier Madison Hubbell Zachary Donohue Madison Chock Evan Bates | Japan Shoma Uno Yuma Kagiyama Wakaba Higuchi Kaori Sakamoto Riku Miura Ryuichi Kihara Misato Komatsubara Tim Koleto | Japan Shoma Uno Yuma Kagiyama Wakaba Higuchi Kaori Sakamoto Riku Miura Ryuichi Kihara Misato Komatsubara Tim Koleto |

### Langebaanschaatsen
Mannen
| Onderdeel            | Goud | Goud                                                      | Zilver | Zilver                                            | Brons | Brons                                               |
| -------------------- | ---- | --------------------------------------------------------- | ------ | ------------------------------------------------- | ----- | --------------------------------------------------- |
| 500 m                | CHN  | Gao Tingyu                                                | KOR    | Cha Min-kyu                                       | JPN   | Wataru Morishige                                    |
| 1000 m               | NED  | Thomas Krol                                               | CAN    | Laurent Dubreuil                                  | NOR   | Håvard Holmefjord Lorentzen                         |
| 1500 m               | NED  | Kjeld Nuis                                                | NED    | Thomas Krol                                       | KOR   | Kim Min-seok                                        |
| 5000 m               | SWE  | Nils van der Poel                                         | NED    | Patrick Roest                                     | NOR   | Hallgeir Engebråten                                 |
| 10.000 m             | SWE  | Nils van der Poel                                         | NED    | Patrick Roest                                     | ITA   | Davide Ghiotto                                      |
| Massastart           | BEL  | Bart Swings                                               | KOR    | Chung Jae-won                                     | KOR   | Lee Seung-hoon                                      |
| Ploegenachtervolging | NOR  | Hallgeir Engebråten Peder Kongshaug Sverre Lunde Pedersen | ROC    | Daniil Aldosjkin Sergej Trofimov Roeslan Zacharov | USA   | Casey Dawson Emery Lehman Joey Mantia Ethan Cepuran |

Vrouwen
| Onderdeel            | Goud | Goud                                              | Zilver | Zilver                             | Brons | Brons                                                           |
| -------------------- | ---- | ------------------------------------------------- | ------ | ---------------------------------- | ----- | --------------------------------------------------------------- |
| 500 m                | USA  | Erin Jackson                                      | JPN    | Miho Takagi                        | ROC   | Angelina Golikova                                               |
| 1000 m               | JPN  | Miho Takagi                                       | NED    | Jutta Leerdam                      | USA   | Brittany Bowe                                                   |
| 1500 m               | NED  | Ireen Wüst                                        | JPN    | Miho Takagi                        | NED   | Antoinette de Jong                                              |
| 3000 m               | NED  | Irene Schouten                                    | ITA    | Francesca Lollobrigida             | CAN   | Isabelle Weidemann                                              |
| 5000 m               | NED  | Irene Schouten                                    | CAN    | Isabelle Weidemann                 | CZE   | Martina Sáblíková                                               |
| Massastart           | NED  | Irene Schouten                                    | CAN    | Ivanie Blondin                     | ITA   | Francesca Lollobrigida                                          |
| Ploegenachtervolging | CAN  | Ivanie Blondin Valérie Maltais Isabelle Weidemann | JPN    | Ayano Sato Miho Takagi Nana Takagi | NED   | Marijke Groenewoud Irene Schouten Ireen Wüst Antoinette de Jong |

### Shorttrack
Mannen
| Onderdeel | Goud | Goud                                                                        | Zilver | Zilver                                                                | Brons | Brons                                                         |
| --------- | ---- | --------------------------------------------------------------------------- | ------ | --------------------------------------------------------------------- | ----- | ------------------------------------------------------------- |
| 500 m     | HUN  | Shaoang Liu                                                                 | ROC    | Konstantin Ivlijev                                                    | CAN   | Steven Dubois                                                 |
| 1000 m    | CHN  | Ren Ziwei                                                                   | CHN    | Li Wenlong                                                            | HUN   | Shaoang Liu                                                   |
| 1500 m    | KOR  | Hwang Dae-heon                                                              | CAN    | Steven Dubois                                                         | ROC   | Semjon Jelistratov                                            |
| Relay     | CAN  | Pascal Dion Steven Dubois Charles Hamelin Maxime Laoun Jordan Pierre-Gilles | KOR    | Hwang Dae-heon Kim Dong-wook Kwak Yoon-gy Lee June-seo Park Jang-hyuk | ITA   | Andrea Cassinelli Yuri Confortola Tommaso Dotti Pietro Sighel |

Vrouwen
| Onderdeel | Goud | Goud                                                              | Zilver | Zilver                                           | Brons | Brons                                                     |
| --------- | ---- | ----------------------------------------------------------------- | ------ | ------------------------------------------------ | ----- | --------------------------------------------------------- |
| 500 m     | ITA  | Arianna Fontana                                                   | NED    | Suzanne Schulting                                | CAN   | Kim Boutin                                                |
| 1000 m    | NED  | Suzanne Schulting                                                 | KOR    | Choi Min-jeong                                   | BEL   | Hanne Desmet                                              |
| 1500 m    | KOR  | Choi Min-jeong                                                    | ITA    | Arianna Fontana                                  | NED   | Suzanne Schulting                                         |
| Relay     | NED  | Yara van Kerkhof Selma Poutsma Suzanne Schulting Xandra Velzeboer | KOR    | Choi Min-jeong Kim A-lang Lee Yu-bin Seo Whi-min | CHN   | Fan Kexin Han Yutong Qu Chunyu Zhang Chutong Zhang Yuting |

Gemengd
| Onderdeel | Goud | Goud                                                 | Zilver | Zilver                                                                                              | Brons | Brons                                                                          |
| --------- | ---- | ---------------------------------------------------- | ------ | --------------------------------------------------------------------------------------------------- | ----- | ------------------------------------------------------------------------------ |
| Relay     | CHN  | Fan Kexin Qu Chunyu Ren Ziwei Wu Dajing Zhang Yuting | ITA    | Andrea Cassinelli Yuri Confortola Arianna Fontana Pietro Sighel Arianna Valcepina Martina Valcepina | HUN   | Petra Jászapáti Zsófia Kónya John-Henry Krueger Shaoang Liu Shaolin Sándor Liu |

## Skisporten

### Alpineskiën
Mannen
| Onderdeel    | Goud | Goud            | Zilver | Zilver                  | Brons | Brons                   |
| ------------ | ---- | --------------- | ------ | ----------------------- | ----- | ----------------------- |
| Combinatie   | AUT  | Johannes Strolz | NOR    | Aleksander Aamodt Kilde | CAN   | James Crawford          |
| Afdaling     | SUI  | Beat Feuz       | FRA    | Johan Clarey            | AUT   | Matthias Mayer          |
| Reuzenslalom | SUI  | Marco Odermatt  | SLO    | Žan Kranjec             | FRA   | Mathieu Faivre          |
| Slalom       | FRA  | Clément Noël    | AUT    | Johannes Strolz         | NOR   | Sebastian Foss Solevåg  |
| Super G      | AUT  | Matthias Mayer  | USA    | Ryan Cochran-Siegle     | NOR   | Aleksander Aamodt Kilde |

Vrouwen
| Onderdeel    | Goud | Goud             | Zilver | Zilver                | Brons | Brons             |
| ------------ | ---- | ---------------- | ------ | --------------------- | ----- | ----------------- |
| Combinatie   | SUI  | Michelle Gisin   | SUI    | Wendy Holdener        | ITA   | Federica Brignone |
| Afdaling     | SUI  | Corinne Suter    | ITA    | Sofia Goggia          | ITA   | Nadia Delago      |
| Reuzenslalom | SWE  | Sara Hector      | ITA    | Federica Brignone     | SUI   | Lara Gut-Behrami  |
| Slalom       | SVK  | Petra Vlhová     | AUT    | Katharina Liensberger | SUI   | Wendy Holdener    |
| Super G      | SUI  | Lara Gut-Behrami | AUT    | Mirjam Puchner        | SUI   | Michelle Gisin    |

Gemengd
| Onderdeel       | Goud | Goud | Zilver | Zilver                                                               | Brons | Brons |
| --------------- | ---- | --- | ------ | -------------------------------------------------------------------- | ----- | --- |
| Landenwedstrijd | AUT  | Katharina Huber Katharina Liensberger Katharina Truppe Stefan Brennsteiner Michael Matt Johannes Strolz | GER    | Emma Aicher Lena Dürr Julian Rauchfuß Alexander Schmid Linus Straßer | NOR   | Mina Fürst Holtmann Thea Louise Stjernesund Maria Therese Tviberg Timon Haugan Fabian Wilkens Solheim Rasmus Windingstad |

### Freestyleskiën
Mannen
| Onderdeel  | Goud | Goud            | Zilver | Zilver              | Brons | Brons           |
| ---------- | ---- | --------------- | ------ | ------------------- | ----- | --------------- |
| Aerials    | CHN  | Qi Guangpu      | UKR    | Oleksandr Abramenko | ROC   | Ilja Boerov     |
| Big air    | NOR  | Birk Ruud       | USA    | Colby Stevenson     | SWE   | Henrik Harlaut  |
| Halfpipe   | NZL  | Nico Porteous   | USA    | David Wise          | USA   | Alex Ferreira   |
| Moguls     | SWE  | Walter Wallberg | CAN    | Mikaël Kingsbury    | JPN   | Ikuma Horishima |
| Skicross   | SUI  | Ryan Regez      | SUI    | Alex Fiva           | ROC   | Sergej Ridzik   |
| Slopestyle | USA  | Alexander Hall  | USA    | Nick Goepper        | SWE   | Jesper Tjäder   |

Vrouwen
| Onderdeel  | Goud | Goud             | Zilver | Zilver            | Brons   | Brons                     |
| ---------- | ---- | ---------------- | ------ | ----------------- | ------- | ------------------------- |
| Aerials    | CHN  | Xu Mengtao       | BLR    | Hanna Hoeskova    | USA     | Megan Nick                |
| Big air    | CHN  | Eileen Gu        | FRA    | Tess Ledeux       | SUI     | Mathilde Gremaud          |
| Halfpipe   | CHN  | Eileen Gu        | CAN    | Cassie Sharpe     | CAN     | Rachael Karker            |
| Moguls     | AUS  | Jakara Anthony   | USA    | Jaelin Kauf       | ROC     | Anastasia Smirnova        |
| Skicross   | SWE  | Sandra Näslund   | CAN    | Marielle Thompson | GER SUI | Daniela Maier Fanny Smith |
| Slopestyle | SUI  | Mathilde Gremaud | CHN    | Eileen Gu         | EST     | Kelly Sildaru             |

Gemengd
| Onderdeel    | Goud | Goud                                                  | Zilver | Zilver                             | Brons | Brons                                      |
| ------------ | ---- | ----------------------------------------------------- | ------ | ---------------------------------- | ----- | ------------------------------------------ |
| Aerials Team | USA  | Ashley Caldwell Christopher Lillis Justin Schoenefeld | CHN    | Xu Mengtao Jia Zongyang Qi Guangpu | CAN   | Marion Thénault Miha Fontaine Lewis Irving |

### Langlaufen
Mannen
| Onderdeel         | Goud | Goud                                                                     | Zilver | Zilver                                                               | Brons | Brons                                                        |
| ----------------- | ---- | ------------------------------------------------------------------------ | ------ | -------------------------------------------------------------------- | ----- | ------------------------------------------------------------ |
| Sprint            | NOR  | Johannes Høsflot Klæbo                                                   | ITA    | Federico Pellegrino                                                  | ROC   | Aleksandr Terentjev                                          |
| 15 km klassiek    | FIN  | Iivo Niskanen                                                            | ROC    | Aleksandr Bolsjoenov                                                 | NOR   | Johannes Høsflot Klæbo                                       |
| 30 km skiatlon    | ROC  | Aleksandr Bolsjoenov                                                     | ROC    | Denis Spitsov                                                        | FIN   | Iivo Niskanen                                                |
| 50 km vrije stijl | ROC  | Aleksandr Bolsjoenov                                                     | ROC    | Ivan Jakimoesjkin                                                    | NOR   | Simen Hegstad Krüger                                         |
| Teamsprint        | NOR  | Erik Valnes Johannes Høsflot Klæbo                                       | FIN    | Iivo Niskanen Joni Mäki                                              | ROC   | Aleksandr Bolsjoenov Aleksandr Terentjev                     |
| 4×10 km estafette | ROC  | Aleksej Tsjervotkin Aleksandr Bolsjoenov Denis Spitsov Sergej Oestjoegov | NOR    | Emil Iversen Pål Golberg Hans Christer Holund Johannes Høsflot Klæbo | FRA   | Richard Jouve Hugo Lapalus Clément Parisse Maurice Manificat |

Vrouwen
| Onderdeel         | Goud | Goud                                                                | Zilver | Zilver                                                         | Brons | Brons                                                       |
| ----------------- | ---- | ------------------------------------------------------------------- | ------ | -------------------------------------------------------------- | ----- | ----------------------------------------------------------- |
| Sprint            | SWE  | Jonna Sundling                                                      | SWE    | Maja Dahlqvist                                                 | USA   | Jessie Diggins                                              |
| 10 km klassiek    | NOR  | Therese Johaug                                                      | FIN    | Kerttu Niskanen                                                | FIN   | Krista Pärmäkoski                                           |
| 15 km skiatlon    | NOR  | Therese Johaug                                                      | ROC    | Natalja Neprjajeva                                             | AUT   | Teresa Stadlober                                            |
| 30 km vrije stijl | NOR  | Therese Johaug                                                      | USA    | Jessie Diggins                                                 | FIN   | Kerttu Niskanen                                             |
| Teamsprint        | GER  | Katharina Hennig Victoria Carl                                      | SWE    | Maja Dahlqvist Jonna Sundling                                  | ROC   | Joelia Stoepak Natalja Neprjajeva                           |
| 4×5 km estafette  | ROC  | Joelia Stoepak Natalja Neprjajeva Tatjana Sorina Veronika Stepanova | GER    | Katherine Sauerbrey Katharina Hennig Victoria Carl Sofie Krehl | SWE   | Maja Dahlqvist Ebba Andersson Frida Karlsson Jonna Sundling |

### Noordse combinatie
Mannen
| Onderdeel       | Goud | Goud                                                            | Zilver | Zilver                                                 | Brons | Brons                                                    |
| --------------- | ---- | --------------------------------------------------------------- | ------ | ------------------------------------------------------ | ----- | -------------------------------------------------------- |
| Gundersen NH    | GER  | Vinzenz Geiger                                                  | NOR    | Jørgen Gråbak                                          | AUT   | Lukas Greiderer                                          |
| Gundersen LH    | NOR  | Jørgen Gråbak                                                   | NOR    | Jens Lurås Oftebro                                     | JPN   | Akito Watabe                                             |
| Landenwedstrijd | NOR  | Espen Bjørnstad Espen Andersen Jens Lurås Oftebro Jørgen Gråbak | GER    | Manuel Faißt Julian Schmid Eric Frenzel Vinzenz Geiger | JPN   | Yoshito Watabe Hideaki Nagai Akito Watabe Ryota Yamamoto |

### Schansspringen
| Onderdeel           | Goud | Goud                                              | Zilver | Zilver                                                        | Brons | Brons                                                                  |
| ------------------- | ---- | ------------------------------------------------- | ------ | ------------------------------------------------------------- | ----- | ---------------------------------------------------------------------- |
| Normale schans (m)  | JPN  | Ryōyū Kobayashi                                   | AUT    | Manuel Fettner                                                | POL   | Dawid Kubacki                                                          |
| Grote schans (m)    | NOR  | Marius Lindvik                                    | JPN    | Ryōyū Kobayashi                                               | GER   | Karl Geiger                                                            |
| Landenwedstrijd (m) | AUT  | Stefan Kraft Daniel Huber Jan Hörl Manuel Fettner | SLO    | Lovro Kos Cene Prevc Timi Zajc Peter Prevc                    | GER   | Constantin Schmid Stephan Leyhe Markus Eisenbichler Karl Geiger        |
|                     |      |                                                   |        |                                                               |       |                                                                        |
| Normale schans (v)  | SLO  | Urša Bogataj                                      | GER    | Katharina Althaus                                             | SLO   | Nika Križnar                                                           |
|                     |      |                                                   |        |                                                               |       |                                                                        |
| Landenwedstrijd (g) | SLO  | Nika Križnar Timi Zajc Urša Bogataj Peter Prevc   | ROC    | Irma Machinja Danil Sadrejev Irina Avvakoemova Jevgeni Klimov | CAN   | Alexandria Loutitt Matthew Soukup Abigail Strate Mackenzie Boyd-Clowes |

### Snowboarden
Mannen
| Onderdeel            | Goud | Goud                | Zilver | Zilver        | Brons | Brons          |
| -------------------- | ---- | ------------------- | ------ | ------------- | ----- | -------------- |
| Big air              | CHN  | Su Yiming           | NOR    | Mons Røisland | CAN   | Maxence Parrot |
| Halfpipe             | JPN  | Ayumu Hirano        | AUS    | Scotty James  | SUI   | Jan Scherrer   |
| Parallelreuzenslalom | AUT  | Benjamin Karl       | SLO    | Tim Mastnak   | ROC   | Vic Wild       |
| Slopestyle           | CAN  | Maxence Parrot      | CHN    | Su Yiming     | CAN   | Mark McMorris  |
| Snowboardcross       | AUT  | Alessandro Hämmerle | CAN    | Éliot Grondin | ITA   | Omar Visintin  |

Vrouwen
| Onderdeel            | Goud | Goud                 | Zilver | Zilver               | Brons | Brons          |
| -------------------- | ---- | -------------------- | ------ | -------------------- | ----- | -------------- |
| Big air              | AUT  | Anna Gasser          | NZL    | Zoi Sadowski-Synnott | JPN   | Kokomo Murase  |
| Halfpipe             | USA  | Chloe Kim            | ESP    | Queralt Castellet    | JPN   | Sena Tomita    |
| Parallelreuzenslalom | CZE  | Ester Ledecká        | AUT    | Daniela Ulbing       | SLO   | Glorija Kotnik |
| Slopestyle           | NZL  | Zoi Sadowski-Synnott | USA    | Julia Marino         | AUS   | Tess Coady     |
| Snowboardcross       | USA  | Lindsey Jacobellis   | FRA    | Chloé Trespeuch      | CAN   | Meryeta O'Dine |

Gemengd
| Onderdeel           | Goud | Goud                                | Zilver | Zilver                       | Brons | Brons                        |
| ------------------- | ---- | ----------------------------------- | ------ | ---------------------------- | ----- | ---------------------------- |
| Snowboardcross team | USA  | Nick Baumgartner Lindsey Jacobellis | ITA    | Omar Visintin Michela Moioli | CAN   | Éliot Grondin Meryeta O'Dine |

## Sleesporten

### Bobsleeën
| Onderdeel   | Goud | Goud                                                               | Zilver | Zilver                                                          | Brons | Brons                                             |
| ----------- | ---- | ------------------------------------------------------------------ | ------ | --------------------------------------------------------------- | ----- | ------------------------------------------------- |
| Tweemansbob | GER  | Francesco Friedrich Thorsten Margis                                | GER    | Johannes Lochner Florian Bauer                                  | GER   | Christoph Hafer Matthias Sommer                   |
| Viermansbob | GER  | Francesco Friedrich Thorsten Margis Candy Bauer Alexander Schüller | GER    | Johannes Lochner Florian Bauer Christopher Weber Christian Rasp | CAN   | Justin Kripps Ryan Sommer Cam Stones Ben Coakwell |
|             |      |                                                                    |        |                                                                 |       |                                                   |
| Monobob     | USA  | Kaillie Humphries                                                  | USA    | Elana Meyers Taylor                                             | CAN   | Christine de Bruin                                |
| Tweemansbob | GER  | Laura Nolte Deborah Levi                                           | GER    | Mariama Jamanka Alexandra Burghardt                             | USA   | Elana Meyers Taylor Sylvia Hoffman                |

### Skeleton
| Onderdeel | Goud | Goud                 | Zilver | Zilver           | Brons | Brons         |
| --------- | ---- | -------------------- | ------ | ---------------- | ----- | ------------- |
| Mannen    | GER  | Christopher Grotheer | GER    | Axel Jungk       | CHN   | Yan Wengang   |
|           |      |                      |        |                  |       |               |
| Vrouwen   | GER  | Hannah Neise         | AUS    | Jaclyn Narracott | NED   | Kimberley Bos |